# Plateau (staat)
Plateau is een Nigeriaanse staat, de hoofdstad is Jos.
In de staat zijn er veel mijnen, vooral tinmijnen.
In Nigeria woedt een shariaconflict: terreurbeweging Boko Haram pleegt in Plateau regelmatig aanslagen, vooral in Jos. Maar ook door geweld in Yelwa in 2004 vielen er veel slachtoffers.

## Geografie
De staat dankt zijn naam aan het Josplateau dat in hoogte varieert van 1200 tot 1829 meter. Hier ontspringen verschillende rivieren zoals de Kaduna, de Gongola, de Hadejia en de Yobe. In de staat ligt ook de inselberg Wase Rock.

## Klimaat
De staat heeft een tropisch klimaat maar door de relatief hoge ligging ligt de gemiddelde temperatuur tussen 18 en 22° C. De koudste maanden zijn december tot januari wanneer de harmattan waait. De warmste en droogste maanden zijn maart en april. De natste maanden zijn juli en augustus.

## Lokale bestuurseenheden
Er zijn 17 Local Government Areas LGA's, dat zijn de lokale bestuurseenheden. Elk LGA wordt bestuurd door een gekozen raad met aan het hoofd een democratisch gekozen voorzitter.
De lokale bestuurseenheden zijn:
| - Barkin-Ladi - Bassa - Bokkos - Jos-East - Jos-North - Jos-South - Kanam - Kanke - Langtang-North |  | - Langtang-South - Mangu - Mikang - Pankshin - Qua'an-Pan - Riyom - Shendam - Wase |

Abia · Adamawa · Akwa Ibom · Anambra · Bauchi · Bayelsa · Benue · Borno · Cross River · Delta · Ebonyi · Edo · Ekiti · Enugu · Gombe · Imo · Jigawa · Kaduna · Kano · Katsina · Kebbi · Kogi · Kwara · Lagos · Nassarawa · Niger · Ogun · Ondo · Osun · Oyo · Plateau · Rivers · Sokoto · Taraba · Yobe · Zamfara
Federaal district: Federal Capital Territory